# 島田康寛
島田 康寛（しまだ やすひろ、1945年（昭和20年）4月2日 - ）は、日本の美術史家。神戸市立小磯記念美術館館長。

## 略歴
奈良県橿原市生まれ。1968年関西学院大学文学部美学科卒、奈良県立文化会館学芸員、1972年奈良県立美術館開設事務所学芸員、1973年奈良県立美術館学芸員、1975年京都国立近代美術館研究員、1981年立命館大学文学部助教授、教授、同先端総合学術研究科教授、2013年定年退任。2012年神戸市立小磯記念美術館館長。江戸時代から昭和初期にかけての日本画コレクターとしての顔も持ち、好きな絵師である与謝蕪村の別号・謝春星から名を取った、春星館コレクション249点を所蔵している。

## 著書
- 『近代日本画東西の巨匠たち』京都新聞社、1987
- 『京都の日本画 近代の揺籃』京都新聞社、1991
- 『変容する美意識 日本洋画の展開』京都新聞社、1994

### 編纂
- 『20世紀日本の美術 アート・ギャラリー・ジャパン 17 向井潤吉/小磯良平』増田洋と責任編集 集英社、1986
- 『20世紀日本の美術 アート・ギャラリー・ジャパン 13 坂本繁二郎/須田国太郎』岩崎吉一と責任編集 集英社、1987
- 『美しい日本 風景画全集 8　奈良/近畿』増田洋と責任編集 ぎょうせい、1988
- 『現代の日本画 3　福田平八郎』責任編集 学習研究社、1991
- 『現代日本素描全集 3　福田平八郎』責任編集 ぎょうせい、1992
- 『安井曽太郎』編 日経ポケット・ギャラリー、1993
- 『福田平八郎』編 光村推古書院、2001

### 担当展覧会
- 「谷中安規の版画世界 空想の玉手箱-没後五十年」喜多眞理子企画・編集 島田監修 日本経済新聞社、1996
- 「伊東深水素描による「女性の美-百撰」展」監修 アートワン、c1997
- 「近代巨匠画家クレパス画名作展」監修 産経新聞大阪本社、c1997
- 「安井曽太郎展 生誕110年記念」監修 毎日新聞社、1998
- 「村上華岳」京都新聞社、1999
- 「梅原龍三郎展」富山秀男と監修 中日新聞社、c2000
- 「伊東深水展」内山武夫と監修 京都新聞社、2006
- 「福田平八郎展」監修 京都国立近代美術館 京都新聞社、2007
- 「近代日本画にみる麗しき女性たち 松園と美人画の世界」内山武夫と監修 神戸新聞社、2008

## 参考
- 『変容する美意識』著者紹介
- 神戸市